# Lesley Walker
Lesley Walker (* Juli 1945 in Surrey, England) ist eine britische Filmeditorin.

## Leben
Obwohl Lesley Walker nach eigenen Angaben "immer irgendwie mit Kunst arbeiten" wollte, war es eher der Zufall, der sie dazu führte, als Assistentin in einem kleinen Filmlabor zu arbeiten. Sie war Laufbursche, arbeitete an der Rezeption und ab und zu auch mit den Negativen. Von dort aus wechselte Walker als Sekretärin und Schnittassistentin zu einer Postproduktions-Firma, wo sie beim Filmschnitt von Werbespots und Kinderfilmen half. Während dieser Zeit arbeitete sie mit Tom Priestley und John Bloom zusammen. Insbesondere für Bloom assistierte sie in den folgenden Jahren bei Filmen wie Finale in Berlin, Der Löwe im Winter und Das vergessene Tal.
Nachdem sie parallel dazu einzelne Werbespots eigenverantwortlich schnitt, durfte Walker ab 1977 erstmals bei Ein Porträt des Künstlers als junger Mann als eigenständige Editorin arbeiten. Bereits von Anfang an schnitt sie Filmdramen. Sowohl mit Terry Gilliam als auch mit Richard Attenborough pflegt sie seit Jahrzehnten eine intensive Zusammenarbeit. Für Gilliam schnitt sie seit 1991 mit König der Fischer all dessen Filmprojekte als Regisseur mit Ausnahme von 12 Monkeys und Das Kabinett des Dr. Parnassus, für die jeweils Mick Audsley als Editor einsprang. Nachdem John Bloom nicht mehr mit Attenborough zusammenarbeitete, sprang Walker auch für ihren alten Lehrmeister ein und übernahm ab 1987 mit Schrei nach Freiheit erstmals ein Projekt für Attenborough, worauf Filme wie In Love and War, Grey Owl und Closing the Ring – Geheimnis der Vergangenheit folgten.

## Filmografie (Auswahl)
- 1977: Ein Porträt des Künstlers als junger Mann (A Portrait of the Artist As a Young Man)
- 1979: Adlerflügel (Eagle’s Wing)
- 1979: Der Sturm – The Tempest (The Tempest)
- 1980: Richards Erbe (Richard’s Things)
- 1985: Brief an Breshnev (Letter to Brezhnev)
- 1986: Mona Lisa
- 1987: Schrei nach Freiheit (Cry Freedom)
- 1988: Buster
- 1989: Shirley Valentine – Auf Wiedersehen, mein lieber Mann (Shirley Valentine)
- 1990: Das geheime Leben des Ian Fleming (The Secret Life of Ian Fleming)
- 1991: König der Fischer (The Fisher King)
- 1992: Waterland
- 1993: Shadowlands
- 1995: Jack und Sarah – Daddy im Alleingang (Jack & Sarah)
- 1996: In Love and War
- 1996: Emma
- 1996: Mary Reilly
- 1998: Fear and Loathing in Las Vegas
- 1999: Grey Owl
- 2001: The Body
- 2002: All or Nothing
- 2002: Nicholas Nickleby
- 2003: Selima und John (The Sleeping Dictionary)
- 2005: Brothers Grimm (The Brothers Grimm)
- 2005: Tideland
- 2007: Closing the Ring – Geheimnis der Vergangenheit (Closing the Ring)
- 2008: Mamma Mia!
- 2011: Will
- 2015: Molly Moon (Molly Moon and the Incredible Book of Hypnotism)
- 2018: The Man Who Killed Don Quixote
- 2019: Military Wives

## Nominierungen
BAFTA Award
- 1987: Bester Schnitt – Mona Lisa (nominiert)
- 1988: Bester Schnitt – Schrei nach Freiheit (nominiert)

Genie Award
- 2007: Bester Schnitt – Tideland (nominiert)

American Cinema Editors
- 2008: Bester Filmschnitt – Mamma Mia (nominiert)